# Стокдейл, Дэвид
Дэ́вид А́дам Стокде́йл (англ. David Adam Stockdale; род. 20 сентября 1985, Лидс, Уэст-Йоркшир) — английский футболист, вратарь клуба «Шеффилд Уэнсдей».

## Клубная карьера

### «Йорк Сити»
Дэвид Стокдэйл родился Лидсе и обучался в футбольной академии клуба «Хаддерсфилд Таун». В 2000 году вратарь вступил в ряды молодёжной команды «Йорк Сити». К 2003 году он зарекомендовал себя как второй вратарь команды. Первый матч за этот клуб он сыграл в последнем матче сезона 3 мая 2003 года против «Оксфорд Юнайтед», выйдя на замену во втором тайме. В сезоне 2003/04 он сыграл 19 игр с августа по декабрь и, в конце концов, был выведен из основного состава. Несмотря на это, Стокдэйл был намерен продлить свой контракт с «Йорк Сити». После беседы с тренером ему предложили контракт на один год, который был подписан. Голкипер провел два года в арендах в клубах низших дивизионов Англии. После возвращения из аренды он услышал критику в свой адрес от главного тренера команды. В конце концов он покинул «Йорк Сити».

### «Дарлингтон»
1 августа 2006 года Дэвид Стокдэйл присоединился к клубу «Дарлингтон» из Второй Футбольной лиги Англии. Он провел восемь матчей и когда основной голкипер команды выбыл из строя, главный тренер команды остановил свой выбор на Стокдэйле. В ноябре 2007 года Дэвид подписал новый контракт с клубом и в сезоне 2007/08 вышел на поле 40 раз.

### «Фулхэм»
В апреле 2008 года вратарем интересовались «Бирмингем Сити» и «Ньюкасл Юнайтед». Однако, руководство «Дарлингтона» приняло решение отправить футболиста в «Фулхэм». Дэвид Стокдэйл доиграл сезон в своей команде и 4 июня 2008 года официально стал игроком лондонского клуба. подписав двухлетний контракт. Спустя некоторое время он снова отправился в низшие дивизионы Английского футбола, а именно во Вторую Футбольную лигу. Стокдэйл провел одни месяц в команде «Ротерем Юнайтед». Первый матч в команде был проигран со счетом 2-0. В марте 2009 он был арендован клубом «Лестер Сити». На него рассчитывали как на запасного вратаря. Его дебютный матч закончился ничейным счетом 1-1. Позже он получил травму плеча, что выбило его из состава на некоторое время. Дэвид выступал за «Лестер» до их выхода в Чемпионшип. После этого он выразил желание остаться в команде, но вернулся в «Фулхэм».
Свой первый матч за лондонский клуб вратарь сыграл 13 сентября 2009 года против «Эвертона». Матч проходил на домашнем стадионе и закончился победой его команды со счетом 2-1. Стокдэйл был заявлен как запасной вратарь на матчи в Лиге Европы. В матче против швейцарского «Базеля» он получил травму. Зимой 2010 года Дэвид продлил контракт с «Фулхэмом» до июля 2013 года и отправился в аренду в «Плимут Аргайл» и сыграл 21 матч в Первой Футбольной лиге. В связи с травмой основного голкипера команды Марка Шварцера, Дэвид Стокдэйл начал сезон в качестве основного вратаря команды. Он сыграл сухой матч с «Болтоном» и отразил пенальти в игре с «Манчестер Юнайтед». Так же он продолжил играть в основном составе в январе из-за отъезда Марка Шварцера на Кубок Азии. Стокдэйл появлялся ещё 5 раз в основном составе.
В июне 2011 года в команду пришёл новый главный тренер Мартин Йол. Он заявил, что хочет отдать Дэвида Стокдэйла в аренду, но продавать его не хочет ни при каких обстоятельствах. Голкипером заинтересовались такие команды как «Суонси Сити» и «Лидс Юнайтед», однако, сделки не состоялись.
26 июля 2011 года Дэвид Стокдэйл подписал четырёхлетний контракт с нынешней командой и уехал в аренду в клуб «Ипсвич Таун». После 18 матчей он был отозван «Фулхэмом» из аренды из-за травмы Марка Шварцера.
В ноябре 2012 года он отправился в аренду в «Халл Сити». Первый его матч был проигран со счетом 0-1 команде «Бернли». После 5 матчей он снова вернулся в «Фулхэм» 19 декабря 2012 года. В январе 2013 он снова пополнил стан «тигров» и доиграл там остаток сезона. По итогам сезона «Халл Сити» получил право играть в Премьер-лиге.

## Карьера в сборной
Дэвид Стокдэйл несколько раз был включен в состав национальной Сборной Англии. В том числе он попал в состав команды на отборочный этап чемпионата Европы 2012. Он так ни разу и не появился на поле.

## Достижения
«Лестер Сити»
- Чемпион Первой Футбольной лиги: 2008/09

«Халл Сити»
- Чемпионшип повышение 2012/13